# Джорджевич, Александр (баскетболист)

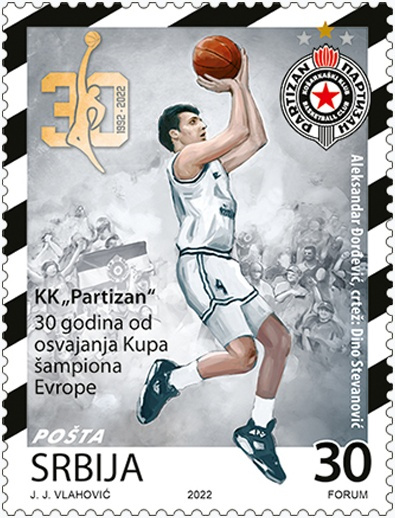
Почтовая марка Сербии 2022 года, посвящённая сербскому баскетболисту Александру Джорджевичу (серия «30 лет победе БК «Партизан» на Евролиге)

Александр «Саша» Джорджевич (серб. Александар "Саша" Ђорђевић / Aleksandar "Saša" Đorđević; род. 26 августа 1967, Белград) — югославский и сербский баскетболист и тренер, игравший на позиции разыгрывающего защитника.

## Карьера баскетболиста

### В клубах
Играл за известные европейские клубы Партизан, Олимпия Милан, Реал, Барселона, а в 1996 году играл за команду НБА Портленд Трэйл Блэйзерс. Завершил карьеру игрока в 2005 году.

### В сборной
Играл за сборную Югославии, где провел 108 игр. Первые медали со сборной — бронзовые — выиграл в 1987 году на чемпионате Европы. Через четыре года Джорджевич выиграл со сборной золото Евробаскета 1991. В 1996 году на Олимпийских играх югославы заняли второе место, проиграв в финале первенства США. В 1995 году он стал двукратным чемпионом Европы. В 1997 году в Испании Саша завоевал вместе с командой свой третий европейский чемпионский титул. В 1998 году Югославия выиграла чемпионат мира в Греции, это золото стало последним в карьере Александра Джорджевича в сборной. С начала 2000-х годов он больше не появлялся в команде.

## Карьера тренера
За тренерскую карьеру руководил «Виртусом», «Баварией», «Панатинаикосом», «Бенеттоном», «Миланом», а также сборной Сербии.
В сезоне-2020/21 привел «Виртус» к победе в чемпионате Италии, но не смог дойти до финала Еврокубка и завоевать путевку в Евролигу.
Под руководством Джорджевича «Фенербахче» завоевал свой 10-й титул чемпиона Турции в сезоне-2021/22, обыграв в финале «Анадолу Эфес». В Евролиге команда показала результат 10-18 и не вышла в плей-офф.

## Статистика

### Статистика в НБА
| Сезон                                                                                    | Команда  | Регулярный сезон | Регулярный сезон | Регулярный сезон | Регулярный сезон | Регулярный сезон | Регулярный сезон | Регулярный сезон | Регулярный сезон | Регулярный сезон | Регулярный сезон | Регулярный сезон | Серия плей-офф | Серия плей-офф | Серия плей-офф | Серия плей-офф | Серия плей-офф | Серия плей-офф | Серия плей-офф | Серия плей-офф | Серия плей-офф | Серия плей-офф | Серия плей-офф |
| Сезон                                                                                    | Команда  | GP               | GS               | MPG              | FG%              | 3P%              | FT%              | RPG              | APG              | SPG              | BPG              | PPG              | GP             | GS             | MPG            | FG%            | 3P%            | FT%            | RPG            | APG            | SPG            | BPG            | PPG            |
| ---------------------------------------------------------------------------------------- | -------- | ---------------- | ---------------- | ---------------- | ---------------- | ---------------- | ---------------- | ---------------- | ---------------- | ---------------- | ---------------- | ---------------- | -------------- | -------------- | -------------- | -------------- | -------------- | -------------- | -------------- | -------------- | -------------- | -------------- | -------------- |
| 1996/97                                                                                  | Портленд | 8                | 0                | 7,6              | 50,0             | 71,4             | 80,0             | 0,6              | 0,6              | 0,0              | 0,0              | 3,1              | Не участвовал  | Не участвовал  | Не участвовал  | Не участвовал  | Не участвовал  | Не участвовал  | Не участвовал  | Не участвовал  | Не участвовал  | Не участвовал  | Не участвовал  |
|                                                                                          | Всего    | 8                | 0                | 7,6              | 50,0             | 71,4             | 80,0             | 0,6              | 0,6              | 0,0              | 0,0              | 3,1              | Не участвовал  | Не участвовал  | Не участвовал  | Не участвовал  | Не участвовал  | Не участвовал  | Не участвовал  | Не участвовал  | Не участвовал  | Не участвовал  | Не участвовал  |
| Наведите курсор мыши на аббревиатуры в заголовке таблицы, чтобы прочесть их расшифровку. |          |                  |                  |                  |                  |                  |                  |                  |                  |                  |                  |                  |                |                |                |                |                |                |                |                |                |                |                |

### Статистика в других лигах
| Сезон                                                                                   | Команда           | Лига             | GP | GS | MPG  | FG%  | 3P%  | FT%  | RPG | APG | SPG | BPG | PPG  |  |
| 2000/01                                                                                 | Реал Мадрид       | Евролига         | 11 | 9  | 21,3 | 56,0 | 55,3 | 90,0 | 1,6 | 1,8 | 0,5 | 0,2 | 12,5 |  |
| 2001/02                                                                                 | Реал Мадрид       | Евролига         | 9  | 5  | 21,9 | 51,4 | 46,3 | 84,6 | 2,0 | 2,0 | 0,6 | 0,0 | 13,0 |  |
| 2003/04                                                                                 | Виктория Либертас | Чемпионат Италии | 37 | 13 | 23,8 | 45,3 | 41,7 | 87,5 | 1,7 | 2,0 | 1,1 | 0,0 | 11,2 |  |
| 2004/05                                                                                 | Все клубы         | Все лиги         | 34 | 4  | 16,3 | 46,5 | 37,1 | 87,5 | 1,2 | 1,8 | 0,4 | 0,0 | 6,8  |  |
| 2004/05                                                                                 | Олимпия Милан     | Чемпионат Италии | 23 | 0  | 15,2 | 48,0 | 40,7 | 92,5 | 1,3 | 1,7 | 0,3 | 0,0 | 6,7  |  |
| 2004/05                                                                                 | Виктория Либертас | Чемпионат Италии | 9  | 4  | 20,2 | 43,4 | 30,3 | 75,0 | 1,1 | 2,1 | 0,7 | 0,0 | 7,6  |  |
| 2004/05                                                                                 | Виктория Либертас | Евролига         | 2  | 0  | 11,0 | 50,0 | 40,0 | 0,0  | 0,5 | 1,5 | 1,0 | 0,0 | 4,0  |  |
|                                                                                         |                   | Всего            | 91 | 31 | 20,5 | 47,8 | 42,8 | 87,5 | 1,5 | 1,9 | 0,7 | 0,0 | 9,9  |  |
| Наведите курсор мыши на аббревиатуры в заголовке таблицы, чтобы прочесть их расшифровку |                   |                  |    |    |      |      |      |      |     |     |     |     |      |  |